# Mounir Jelili
Mounir Jelili (Ciudad de Túnez, 11 de junio de 1949 - Ciudad de Túnez, 24 de enero de 2023) fue un jugador de balonmano tunecino.

## Carrera

### Club
Jugó toda su carrera con el Espérance de 1967 a 1977, con el que fue campeón nacional en nueve ocasiones y ganó siete copas nacionales; además de un campeonato árabe.

### Selección nacional
Jugó para Túnez de 1967 a 1976; participó en dos ediciones de los Juegos Olímpicos, el Campeonato Mundial de Balonmano Masculino de 1967 y en los Juegos Mediterráneos de 1967.

## Vida personal
Su hermano Mohamed Naceur Jelili también jugó balonmano y participaron juntos con la selección nacional.

## Logros

### Club
- Liga de Túnez de balonmano (9): 1966-1967, 1968-1969, 1970-1971, 1971-1972, 1972-1973, 1973-1974, 1974-1975, 1975-1976, 1976-1977
- Copa de Túnez de balonmano (7): 1970, 1971, 1972, 1973, 1974, 1975, 1976
- Coupe arabe des clubs champions (1): 1976

### Selección nacional
- Campeonato Africano de Balonmano Masculino (1): 1974

### Distinciones
- Mejor Deportista tunecino en 1976